# Mistrzostwa Europy w Biegach Przełajowych 2010
17. Mistrzostwa Europy w Biegach Przełajowych – zawody lekkoatletyczne, które odbyły się w niedzielę 12 grudnia 2010 w mieście Albufeira na południu Portugalii. Decyzję o przyznaniu miastu prawa organizacji zawodów podjęto w październiku 2008. Portugalia ugościła imprezę tej rangi drugi raz w historii – poprzednio przełajowy czempionat Starego Kontynentu w 1997 odbył się w Oeiras.
Z powodu kontuzji z mistrzostw wycofała się Hiszpanka Rosa María Morató, obrończyni wicemistrzowskiego tytułu z 2009. Jej miejsce w składzie drużyny hiszpańskiej zajęła Irene Pelayo.
W związku z aferą dopingową w Hiszpanii z mistrzostw wycofał się Alemayehu Bezabeh – obrońca mistrzowskiego tytułu z poprzedniej edycji zawodów. Nuria Fernández (aktualna mistrzyni Europy w biegu na 1500 metrów) ostatecznie stanęła na starcie (i wywalczyła brąz w drużynie), pomimo tego, że jej nazwisko także pojawiło się w mediach w kontekście niedozwolonego dopingu.
W biegu kobiet do lat 23 zwyciężyła Turczynka Meryem Erdoğan (20:08), która jednak utraciła złoty medal z powodu dopingu.

## Rezultaty

### Mężczyźni
| Konkurencja:                 | 1. miejsce                                                                      | Rezultat | 2. miejsce                                                                        | Rezultat | 3. miejsce                                                                           | Rezultat |
| Seniorzy                     | Serhij Łebid                                                                    | 29:15    | Ayad Landassem                                                                    | 29:18    | Youssef El Kalai                                                                     | 29:19    |
| Młodzieżowcy U23             | Hassan Chahdi                                                                   | 24:11    | Florian Carvalho                                                                  | 24:14    | Jegor Nikołajew                                                                      | 24:15    |
| Juniorzy                     | Abdelaziz Merzougui                                                             | 18:07    | Nemanja Cerovac                                                                   | 18:09    | Rui Pinto                                                                            | 18:09    |
| Seniorzy – drużynowo         | Francja · Abdellatif Meftah · Mourad Amdouni · Mokhtar Benhari · Driss El Himer | 33 pkt.  | Portugalia · Youssef El Kalai · Eduard Mbengani · Rui Pedro Silva · Rui Silva     | 35 pkt.  | Hiszpania · Ayad Lamdassem · Jesús España · Ricardo Serrano · Francisco Javier Lopez | 58 pkt.  |
| Młodzieżowcy U23 – drużynowo | Irlandia · David McCarthy · Brendan O'Neill · Michael Mulhare · David Rooney    | 60 pkt.  | Francja · Hassan Chahdi · Florian Carvalho · Abdelatif Hadjam · Etienne Diemunsch | 78 pkt.  | Hiszpania · Sebastián Martos · Antonio Abadía · Javier García · Víctor Corrales      | 79 pkt.  |
| Juniorzy – drużynowo         | Wielka Brytania · Ryan Saunders · Jonathan Hay · John McDonnell · Andrew Combs  | 62 pkt.  | Portugalia · Rui Pinto · Emanuel Rolim · José Costa · Nuno Santos                 | 74 pkt.  | Rosja · Andriej Rusakow · Wiktor Sajenko · Ilgizar Safiullin · Nikołaj Lalikow       | 83 pkt.  |

### Kobiety
| Konkurencja:                 | 1. miejsce                                                                            | Rezultat | 2. miejsce                                                                              | Rezultat | 3. miejsce                                                                         | Rezultat |
| Seniorki                     | Jéssica Augusto                                                                       | 26:52    | Binnaz Uslu                                                                             | 26:57    | Dulce Félix                                                                        | 26:59    |
| Młodzieżowcy U23             | Cristina Jordán                                                                       | 20:17    | Emma Pallant                                                                            | 20:28    | Hanna Nosenko                                                                      | 20:36    |
| Juniorki                     | Charlotte Purdue                                                                      | 12:42    | Amela Terzić                                                                            | 12:59    | Emelia Gorecka                                                                     | 13:00    |
| Seniorki – drużynowo         | Portugalia · Jéssica Augusto · Dulce Félix · Marisa Barros · Sara Moreira             | 19 pkt.  | Wielka Brytania · Harriet Dean · Louise Damen · Stephanie Twell · Helen Clitheroe       | 65 pkt.  | Hiszpania · Alessandra Aguilar · Diana Martín · Nuria Fernández · Irene Pelayo     | 72 pkt.  |
| Młodzieżowcy U23 – drużynowo | Wielka Brytania · Emma Pallant · Natalie Gray · Emily Pidgeon · Sarah Waldron         | 43 pkt.  | Rosja · Jekatierina Gorbunowa · Natalja Własowa · Ludmiła Lebiediewa · Alfija Chasanowa | 45 pkt.  | Ukraina · Hanna Nosenko · Wiktorija Pogorielska · Olha Skrypak · Ludmyła Kowałenko | 61 pkt.  |
| Juniorki – drużynowo         | Wielka Brytania · Charlotte Purdue · Emelia Gorecka · Lily Partridge · Annabel Gummow | 23 pkt.  | Niemcy · Corinna Harrer · Gesa Krause · Maya Rehberg · Jannika John                     | 53 pkt.  | Rumunia · Ioana Doagă · Elena Mirela Lavric · Anca Maria Bunea · Dana Elena Login  | 64 pkt.  |

## Klasyfikacja medalowa
| Miejsce | Kraj            | Złoto | Srebro | Brąz | Razem |
| 1       | Wielka Brytania | 4     | 2      | 1    | 7     |
| 2       | Portugalia      | 2     | 2      | 3    | 7     |
| 3       | Francja         | 2     | 2      | 0    | 4     |
| 4       | Hiszpania       | 2     | 1      | 3    | 6     |
| 5       | Ukraina         | 1     | 0      | 2    | 3     |
| 6       | Irlandia        | 1     | 0      | 0    | 1     |
| 7       | Serbia          | 0     | 2      | 0    | 2     |
| 8       | Rosja           | 0     | 1      | 2    | 3     |
| 9       | Niemcy          | 0     | 1      | 0    | 1     |
| 9       | Turcja          | 0     | 1      | 0    | 1     |
| 11      | Rumunia         | 0     | 0      | 1    | 1     |